# 키어런 스미스
키어런 스미스(영어: Kieran Smith, 2000년 5월 20일~)는 미국의 수영 선수로 주 종목은 자유형과 개인혼영이다. 2020년 하계 올림픽 남자 자유형 800m 종목에서 동메달, 2024년 하계 올림픽 남자 자유형 800m 계영 종목에서 동메달을 획득했으며 세계 선수권 대회에서 금메달 1개, 은메달 1개를 획득했다.

## 어린 시절과 교육
스미스는 2000년 오스트레일리아 시드니에서 미국 국적자인 패트릭 스미스와 샌드라 스미스 부부의 아들로 태어났다. 어린 시절 그와 그의 가족들은 오스트레일리아를 떠나 미국으로 돌아와 코네티컷주 리지필드에 정착했다. 리지필드에서 성장한 스미스는 2018년에 리지필드 고등학교를 졸업했다. 스미스는 플로리다 대학교로 진학했으며 플로리다 대학교 스포츠팀인 플로리다 게이터스의 일원으로 대학 수영 대회에 참가했다. 2020년 SEC 선수권 대회에서 4:06.32의 기록으로 500야드 자유형에서 미국 및 전미 대학 체육 협회(NCAA) 기록을 세웠다.

## 경력

### 초기 경력
2016년과 2017년에 스미스는 코네티컷 고등학교 코치 협회 "올해의 수영 선수"로 선정되었다. 2017년에 그는 미국 주니어 국가대표팀에 발탁되었고 2017년 세계 주니어 선수권 대회 200m 개인혼영에서 은메달을 획득했다. 그는 또한 이 대회에서 400m 개인혼영에서 4위, 200m 배영에서 11위를 차지했다.
2018년 12월 미국 국가대표팀에 합류한 스미스는 중화인민공화국 항저우에서 열린 2018년 세계 쇼트 코스 선수권 대회에서 400m 개인혼영 예선에서 4분 08.52초로 13위에 올랐다. 4×200m 자유형 계영 예선에서 스미스는 자신, 잭 콩거, 제이컵 페블리, 재크 하팅으로 구성된 계영팀의 첫 주자로 1분 43.30초를 기록하여 계영팀이 2위로 결승에 진출하는 데 기여했다. 결승 계영에서는 재크 하팅을 제외한 모든 예선 계영 멤버가 교체되었고, 계영팀은 전체 4위를 차지했다.
플로리다 게이터스 소속으로 대학 대회에 출전한 그의 두 번째 해에, 스미스는 2020년 2월 사우스이스턴 콘퍼런스 챔피언십에서 4분 06.32초로 500야드 자유형 미국, NCAA, SEC, 플로리다주 기록을 세웠는데, 이는 타운리 하스가 2019년에 세운 4분 08.19초의 기록을 경신했다.
2019-2020 시즌, 즉 그의 두 번째 해에 스미스는 사우스이스턴 콘퍼런스로부터 "올해의 남자 수영 선수" 상을 받았다. 2020년 11월 가상 형식으로 개최된 2020년 미국 오픈 수영 선수권 대회에서 그는 200m 자유형에서 1:47.29로, 400m 자유형에서 3:48.78로 금메달을 획득했으며, 800m 자유형에서는 8:00.05로 동메달을 획득했다.

### 2021년
스미스는 2021년 사우스이스턴 콘퍼런스 챔피언십에서 4:06.32를 기록하며 500야드 자유형에서 미국 기록과 타이를 이루었다. 2020년과 2021년 사우스이스턴 콘퍼런스 챔피언십에서의 그의 활약으로 그는 각 챔피언십에서 "최우수 수영 선수" 상을 받았다.
2021년 미국 오픈 워터 챔피언십에서 스미스는 5km 오픈 워터 수영에서 1시간 13초의 기록으로 7위를 차지했으며, 10km 오픈 워터 수영에서 2시간 12분 32초의 기록으로 10위를 차지했다.

#### 2020년 미국 올림픽 선발전
스미스는 2020년 미국 수영 올림픽 선발전에서 400m 자유형과 200m 자유형 두 종목 모두에서 우승하며 2020년 올림픽 출전 자격을 획득했다. 2020년 미국 올림픽 선발전의 예선, 준결승, 결승 구조에서 스미스는 400m 자유형에서 올림픽 출전 기준 기록을 통과한 유일한 남자 선수였다. 그는 400m 자유형에서 3:44.86, 200m 자유형에서 1:45.29의 개인 최고 기록을 세웠다. 스미스는 2020년 미국 올림픽 선발전에서 두 개 이상의 개인 종목에서 2020년 하계 올림픽 출전 자격을 획득한 최초의 수영 선수였다. 200m 개인혼영에서 스미스는 개인 최고 기록인 1:57.23을 기록하며 전체 3위를 차지했으나, 상위 두 명의 선수인 마이클 앤드루와 체이스 케일리시만이 팀에 선발되어 이 종목에서 미국 올림픽 대표팀에 선발되지 못했다. 100m 자유형에서 스미스는 예선에서 49.40을 기록하며 전체 20위를 차지하여 이 종목의 준결승에 진출하지 못했다.

#### 2020년 하계 올림픽
코로나19 범유행으로 인해 2021년에 일본 도쿄에서 개최된 2020년 하계 올림픽은 스미스가 처음으로 참가한 올림픽이다. 2021년 7월 25일, 스미스는 400m 자유형에서 3:43.94로 동메달을 획득했다. 스미스의 개인 동메달은 개인 또는 계영 종목에서 그의 첫 올림픽 메달이었으며, 2012년 이래로 미국이 400m 자유형에서 획득한 첫 올림픽 메달이었다. 200m 자유형에서는 스미스가 7월 27일 결승에 진출한 유일한 미국 선수였으며, 1:45.12의 기록으로 6위를 차지했다. 다음 날인 7월 28일, 스미스는 4×200m 자유형 계영에서 모든 결승 계영팀 중 가장 빠른 첫 번째 주자 기록인 1:44.74의 개인 최고 기록을 세웠는데, 이는 다음으로 빠른 첫 번째 주자 선수보다 약 1초 더 빨랐으며, 그와 드루 키블러, 잭 애플, 타운리 하스로 구성된 미국 계영팀이 7:02.43의 기록으로 4위를 차지하는 데 기여했다. 올림픽 이후, 약 70명의 사람들이 그의 고향인 리지필드 (코네티컷주)에서 스미스를 환영하는 자리를 가졌는데, 그의 부모님이 공항에서 그를 차로 데리러 가서 집에 도착했을 때 그를 놀라게 해 주었다. 2021년 8월 말까지의 스미스의 수영 기록은 그가 2021-2022년 미국 국가대표팀의 200m 자유형, 400m 자유형, 200m 개인혼영 부문에 선발되기에 충분히 빨랐다.

#### 2021-2022 대학 시즌 시작
2021년 11월 18일, 조지아 공과대학교 가을 인비테이셔널 첫날, 스미스는 플로리다 게이터스의 일원으로 하룻밤에 총 4개 종목에서 우승했는데, 여기에는 500야드 자유형, 200야드 개인혼영, 4x50야드 자유형 계영, 4x100야드 혼계영이 포함되었다. 다음 날 아침, 11월 19일, 스미스는 세 가지 개인 종목에 출전하여 400야드 개인혼영에서 3:49.43, 100야드 접영에서 47.27, 100야드 배영에서 46.95를 기록했다. 그날 늦게, 결승전에서 스미스는 400야드 개인혼영에서 3:46.95로 2위, 100야드 배영에서 46.80초로 5위, 4x200야드 자유형 계영에서 6:14.99로 1위를 차지했는데, 이 계영의 첫 주자로 1:32.66을 기록했다. 스미스의 수영은 대학 시즌 6주차에 SEC "이주의 남자 수영 선수" 영예를 안겨주었다.

#### 2021년 세계 쇼트 코스 선수권 대회
스미스는 12월 아랍에미리트 아부다비에서 열리는 2021년 세계 쇼트 코스 선수권 대회에 200m 개인혼영, 200m 자유형, 400m 개인혼영, 400m 자유형에 출전하기 위해 등록했으며, 스미스를 포함한 미국 팀의 선수권 대회 명단 발표는 2021년 11월 1일 주간 수영 전문지 스위밍월드 "The Week That Was"에서 두 번째로 중요한 기사였다. 대회 시작 2주 전, 스미스는 스피도와 프로 스폰서십 계약을 체결했다.
12월 16일 대회 첫날, 스미스는 400m 자유형 예선에서 3:38.61로 2위를 차지하며 당일 늦게 열릴 결승에 진출했다. 같은 예선에서 스미스는 1:54.01로 200m 개인혼영 결승에 진출했으며, 전체 8위를 차지했다. 그날 늦게, 결승전에서 스미스는 400m 자유형에서 3:38.77을 기록하며 5위를 차지했는데, 이는 이탈리아의 마르코 데 툴리오에 불과 1초 미만으로 뒤처진 기록이었다. 그날 저녁 두 번째 결승전에서 스미스는 200m 개인혼영에서 1:53.76의 개인 최고 기록으로 6위를 차지했다. 둘째 날, 스미스는 200m 자유형에서 1:42.64의 개인 최고 기록으로 예선에서 자신의 조에서 우승하며 4위로 결승에 진출했다. 결승에서 스미스는 1:42.29의 기록으로 5위를 차지했으며, 영국의 덩컨 스콧에 불과 0.02초 뒤처졌다.
넷째 날, 스미스는 4×50m 자유형 계영의 세 번째 영자에서 21.20을 기록하며 계영 대표팀이 3위로 결승에 진출하는 데 기여했다. 결승에서 그는 1:23.81로 계영팀을 4위로 이끌었으며, 자신의 50m 구간에서는 21.30을 기록했다. 같은 결승 세션에서 스미스는4×200m 자유형 계영에서 첫 주자로 1:41.79를 기록하며 금메달을 획득하고 이 종목에서 미국 기록인 6:47.00을 세우는 데 기여했다.400m 개인혼영 예선에서 스미스는 4:04.82의 기록으로 5위로 결승에 진출했는데, 이는 대표팀 동료이자 결승 진출자인 카슨 포스터보다 2초 이상 느린 기록이었다. 스미스는 결승에서 4:03.29의 개인 최고 기록으로 5위를 차지했다.

### 2022

#### 2022 사우스이스턴 콘퍼런스 챔피언십
스미스는 2022년 2월 사우스이스턴 콘퍼런스 챔피언십에서 4×200 자유형 계영 종목에서 계속 성공을 거두었으며, 이번에는 야드 단위로, 계영의 첫 주자로 1:30.42를 기록하여 6:08.00으로 우승하는 데 기여했다. 6:08.00의 최종 계영 기록은 이 종목에서 새로운 사우스이스턴 콘퍼런스 기록을 세웠으며, 이전 기록인 6:09.14에서 1.14초를 단축했으며, 새로운 기록에서 스미스의 구간 기록은 이전 기록인 1:31.64보다 1.22초 더 빨랐다. 다음 날 아침, 그는 500야드 자유형 예선에서 4:14.51로 5위를 차지하며 당일 늦게 열릴 결승에 진출했다. 저녁에 스미스는 4×50야드 자유형 계영에서 18.77을 기록하며 1:15.18의 새로운 대회 기록으로 우승하는 데 기여했다. 같은 세션 후반에 그는 500야드 자유형 결승에서 4:10.15로 남아프리카 공화국 수영 국가대표 선수인 매슈 세이츠에 이어 2위를 차지했다.
셋째 날, 스미스는 아침에 400야드 개인혼영에서 3:43.26으로 1위를 차지하며 결승에 진출했다. 그는 또한 결승에서 3:39.33으로 1위를 차지하며 우승했다. 넷째 날 저녁, 그는 4×100야드 혼계영에서 41.70초로 마지막 영자를 맡아 3:02.61로 우승하는 데 기여했다. 다섯째 날이자 마지막 날, 그는 200야드 배영 예선에서 1:40.90을 기록하며 4위로 결승에 진출했다. 그는 결승에서 1:39.51로 우승하며 2위 선수보다 0.07초 앞섰다. 마지막 종목으로 스미스는 4×100야드 자유형 계영에서 2:46.91로 1위를 차지하며 41.31초를 기록했다. 스미스는 총 2개의 개인 타이틀과 4개의 계영 타이틀을 획득했고, 92점의 개인 점수를 획득했으며, 플로리다 게이터스가 2위 팀보다 476점 앞서 사우스이스턴 콘퍼런스 챔피언십에서 우승하는 데 기여했는데, 이는 사우스이스턴 콘퍼런스 챔피언십 역사상 가장 큰 우승 격차를 기록했다.

#### 2022 NCAA 챔피언십
3월 말 스미스는 2022년 NCAA 챔피언십에서 첫째 날 4×200야드 자유형 계영에서 1:30.66을 기록하여 최종 시간 6:09.01로 7위를 차지하는 데 기여했다. 다음 날 아침 500야드 자유형 예선에서 그는 4:10.53의 기록으로 5위로 결승에 진출했다. 결승에서 그는 4:08.68의 기록으로 4위를 차지했다. 그날 저녁 개인 종목을 마친 후, 그는 4×50야드 자유형 계영에서 1:14.11의 풀 신기록으로 우승하는 데 기여했으며, 18.59초를 기록하며 계영의 마지막 영자를 맡았다. 다음 날 200야드 자유형 결승에 진출했으며, 모든 예선 조에서 1:31.90의 기록으로 6위를 차지했다. 그날 저녁 첫 결승 종목인 200야드 자유형에서 그는 1:31.27로 5위를 차지했다. 두 번째 결승 종목에서는 4×100야드 혼계영에서 3:01.00으로 동메달을 획득하는 데 기여했으며, 40.96으로 마지막 영자를 맡았다.
넷째 날이자 마지막 날, 스미스는 200야드 배영 예선에서 1:38.99를 기록하여 7위로 결승에 진출했다. 그는 결승에서 1:39.39를 기록하며 4위를 차지했으며, 3위 선수보다 불과 0.33초 뒤졌다. 같은 세션 후반에 4×100야드 자유형 계영 결승에서 그는 41.35로 마지막 영자를 맡아 2:47.39로 6위를 차지하는 데 기여했다.

#### 2022년 국가대표팀 선발전
스미스는 그린즈버러에서 열린 2022년 미국 수영 대표팀 선발전 첫날, 100m 자유형 예선에서 개인 최고 기록인 48.50초를 기록하며 5위로 결승에 진출했다. 결승에서는 불과 0.01초 느린 48.51초를 기록하며 공동 4위 선수들보다 0.26초, 6위 선수보다 0.13초 뒤져 전체 7위를 차지했다. 다음 날 아침, 그는 200m 자유형 예선에서 1:46.78의 기록으로 4위로 결승에 진출했다. 그는 결승에서 1:45.25의 기록으로 우승하며, 이 종목과 4×200m 자유형 계영에서 세계 선수권 대회 대표팀에 선발되었다. 넷째 날, 그는 아침 400m 자유형 예선에서 3:50.72로 4위를 차지하며 1위 선수보다 0.5초도 안 되는 차이로 저녁 결승에 진출했다. 결승에서 그는 3:46.61의 기록으로 우승하며, 2022년 세계 수영 선수권 대회 팀에 선발된 두 번째 개인 종목이 되었다. 스미스는 다섯째 날이자 마지막 날 아침에 200m 개인혼영 예선으로 시작하여 1:59.60으로 7위로 결승에 진출했다. 결승에서는 1:59.83을 기록하며 8위를 차지했다.

#### 2022년 세계 수영 선수권 대회
스미스는 헝가리 부다페스트에서 열린 2022년 세계 수영 선수권 대회 수영 종목 첫날부터 400m 자유형 예선에서 5위를 차지하며 결승에 진출했다. 그날 늦게 열린 결승에서는 3:46.43의 기록으로 7위를 차지했다. 다음 날, 그는 200m 자유형 예선에서 1:46.73의 기록으로 11위를 차지하며 준결승에 진출했다. 저녁 준결승에서는 예선 기록보다 0.5초 이상 단축한 1:46.06을 기록하며 8위로 결승에 진출했다. 결승에서 그는 1:45.16의 기록으로 6위를 차지했다. 3일 후 4×200m 자유형 계영 결승에서 그는 계영 팀원 중 가장 빠른 기록인 1:44.35의 마지막 영자 기록을 세워 최종 시간 7:00.24로 금메달을 획득하는 데 기여했다.

#### 2022년 수영 월드컵
10월 21일, 스미스는 독일 베를린에서 열린 그의 첫 번째 수영 월드컵의 첫 번째 대회인 2022년 수영 월드컵에서 그의 첫 종목인 400m 자유형에서 3:37.27의 개인 최고 기록으로 은메달을 획득했는데, 이는 금메달을 획득한 남아프리카 공화국의 매슈 세이츠보다 1초도 안 되는 차이였다. 그는 200m 자유형에서 두 번째 메달을 획득했는데, 1:42.30의 기록으로 3위를 차지하며 세이츠와 오스트레일리아의 카일 차머스에 이어 동메달을 획득했다. 두 번째 대회인 캐나다 토론토 월드컵에서는 400m 자유형에서 3:38.34의 기록으로 은메달을 획득했다. 토론토에서의 셋째 날, 그는 200m 자유형에서 동메달을 획득했는데, 브룩스 커리(금메달)와 트렌턴 줄리언(은메달)에 이어 1:42.45의 기록을 세웠다.
세 번째이자 마지막 대회인 인디애나폴리스에서의 월드컵에서 스미스는 400m 자유형에서 새로운 미국 오픈 수영 기록이자 개인 최고 기록인 3:35.99로 금메달을 획득했는데, 이는 은메달을 획득한 리투아니아의 다나스 랍시스보다 1.51초 더 빨랐다. 다음 날 아침, 그는 100m 자유형 예선에서 47.12초의 개인 최고 기록을 세워 3위로 결승에 진출했다. 저녁 세션의 첫 레이스에서 그는 200m 개인혼영에서 1:52.98의 개인 최고 기록으로 금메달을 획득했다. 약 30분 후, 그는 100m 자유형 결승에서 47.04초의 개인 최고 기록으로 6위를 차지했다. 다음 날 대회를 마친 후, 그는 200m 자유형에서 1:41.78의 개인 최고 기록으로 금메달을 획득했다. 세 번의 월드컵 대회에서의 그의 활약은 그를 전체 남자 선수 중 9번째로 높은 득점 선수로 기록했다.

#### 2022년 세계 쇼트 코스 선수권 대회
10월 중순, 스미스는 12월 오스트레일리아 멜버른에서 열린 2022년 세계 쇼트 코스 선수권 대회에 200m 자유형과 400m 자유형 개인 두 종목에 출전할 USA Swimming 명단에 이름을 올렸다. 첫째 날 4×100m 자유형 계영에서 46.08을 기록하며 예선 계영의 마지막 영자를 맡아 계영팀이 3위로 당일 늦게 열릴 결승에 진출하는 데 기여했다. 결승에서는 45.77로 시간을 단축하여 3:05.09의 기록으로 동메달을 획득하는 데 기여했다. 셋째 날, 그는 400m 자유형에서 아메리카 기록, 미국 기록, 오스트레일리아 올코머스 기록인 3:34.38의 기록으로 금메달을 획득했는데, 이는 2018년 리투아니아의 다나스 랍시스가 세운 3:34.01의 세계 선수권 대회 기록보다 0.37초 느린 기록이었다. 그의 타이틀은 2000년 대회에서 채드 카빈 이후 미국에게 두 번째였다. 다음 날, 그는 4×200m 자유형 계영의 첫 주자로 개인 최고 기록인 1:41.04를 기록하며 6:44.12의 기록으로 금메달을 획득하고 이 종목에서 새로운 세계 기록을 세우는 데 기여했다.
여섯 날 중 다섯째 날, 스미스는 4×50m 혼계영에서 21.34로 예선에서 마지막 영자를 맡아 계영팀이 1:32.67의 기록으로 5위로 결승에 진출하는 데 기여했다. 결승 계영에서는 마이클 앤드루로 교체되었고, 1:30.37로 2위를 차지했을 때 예선에서의 노력으로 은메달을 획득했다. 여섯째 날이자 마지막 날, 그는 200m 자유형에서 1:42.54의 기록으로 9위를 차지하여 결승의 첫 번째 대체 자격을 얻었다. 그는 대회 마지막 종목인 4×100m 혼계영에서 계영의 자유형 구간에서 45.95를 기록하며 3:18.98의 세계 기록을 세우는 데 기여했다.